# Capitão Flamingo
Capitão Flamingo (no original em inglês: Captain Flamingo) é uma série de desenho animado canadense-filipina criada por Suzanne Bolch e John May e produzida pelas empresas Atomic Cartoons, Breakthrough Films & Television, The Heroic Film Company e PASI Animation. A série estreou em 28 de janeiro de 2008 na Toon Disney's Jetix nos Estados Unidos. 
No Brasil, o desenho foi exibido pela Nickelodeon e, em Portugal, no Canal Panda.

## Sinopse
A série conta a história de Milo Pereira, um jovem menino que chateado por não receber a devida atenção das crianças maiores e dos adultos, decide se tornar um super-herói, o Capitão Flamingo. Seu objetivo é salvar o dia de todos os pequenos do mundo; e para isso, conta com a ajuda de sua amiga e admiradora, Elizabete, que é totalmente apaixonada por ele.